# Škoda 706
Škoda 706 — позначення типу важких комерційних автомобілів, що виготовлялись з 1938 по 1988 рік по черзі компанією AZNP, Avia і LIAZ. На заміну їм прийшли вантажівки LIAZ 100.

## Моделі

### Škoda 706 (1939-1943)

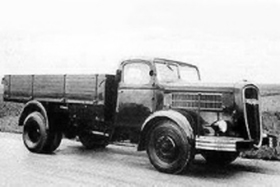
Škoda 706

Капотна вантажівка комплектувалася 4-циліндровим дизельним двигуном 8,55 л потужністю 110 к.с.
Всього виготовлено 426 вантажівок.

### Škoda 706 R (1945-1958)

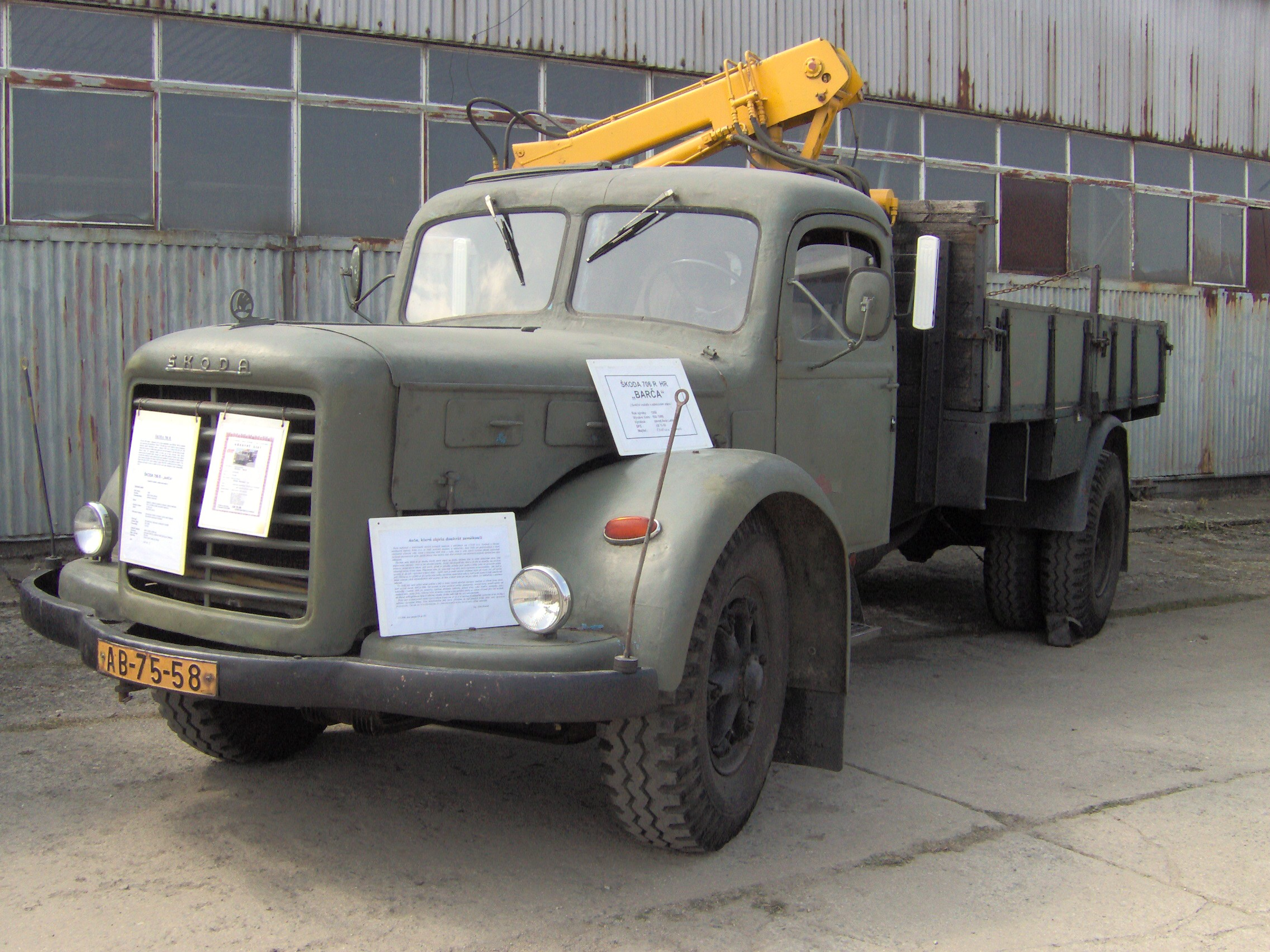
Škoda 706 R

Капотна вантажівка комплектувалася 6-циліндровим дизельним двигуном 11,78 л потужністю 135-145 к.с. На основі Škoda 706 R розроблений автобус Škoda 706 RO.
Всього виготовлено 28 400 вантажівок.

### Škoda 706 RT (1957-1985)

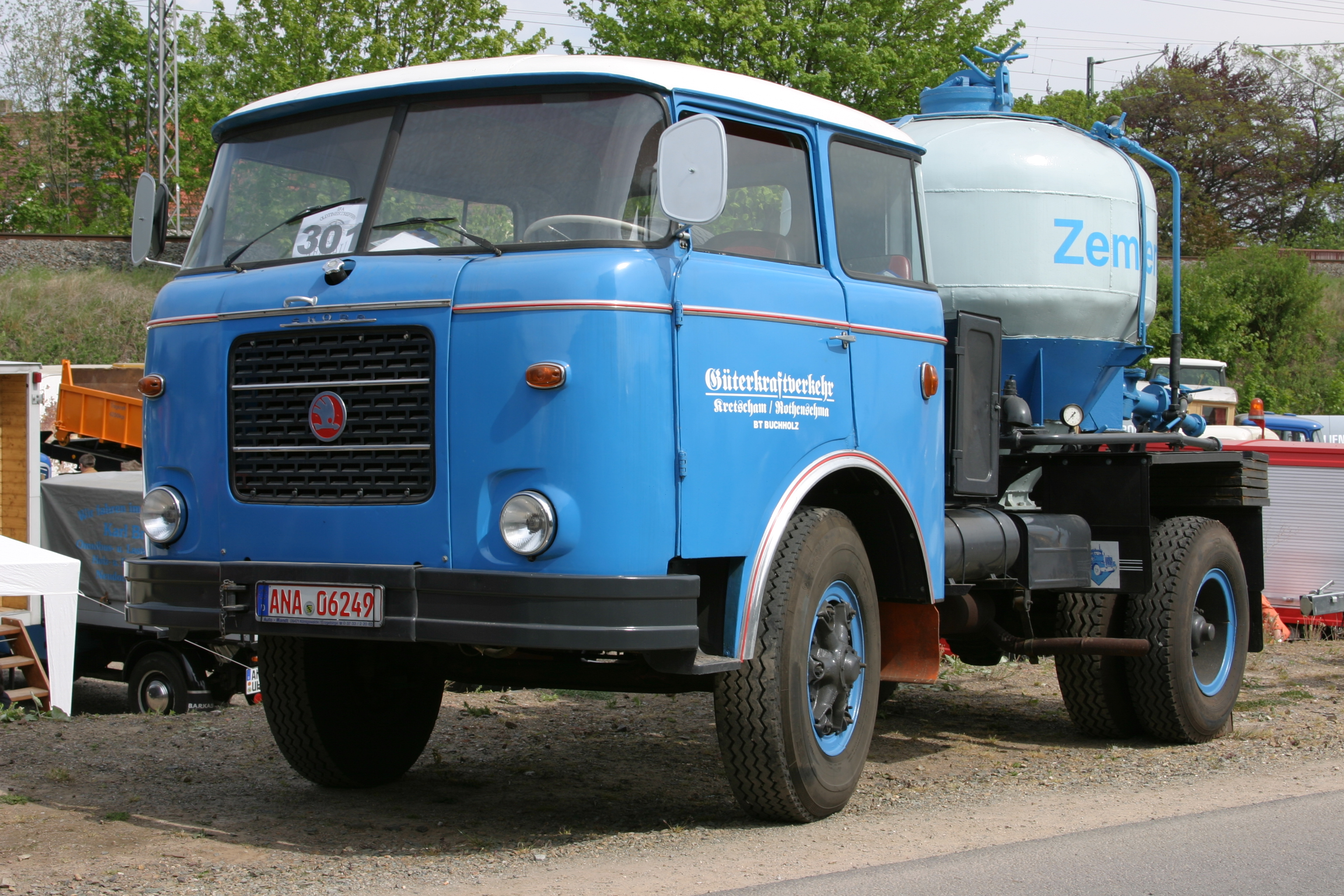
Škoda 706 RT

У другій половині 1950-х років в світовому вантажному автомобілебудуванні, (перш за все в Європі), почалося поступово переважання нового типу вантажних автомобілів з компонуванням кабіна над двигуном. Інженери Skoda також розробили такий вантажний автомобіль. Він отримав дуже сучасну, як на ті часи, велику кабіну встановлену над двигуном, що мала панорамне скління, що давало прекрасний огляд водієві, а також велике спальне місце. Таким чином нові вантажівки, які отримали позначення Skoda 706 RT, отримали можливість використовуватися на міжміських і міжнародних вантажоперевезеннях. Виробництво даного сімейства вантажівок Skoda почалося з 1957 року.
Як і попередня модель 706 R, Skoda 706 RT отримала значну кількість модифікацій: самоскиди, сідлові тягачі, шасі для спеціальних автомобілів, автобусні шасі. З цієї ж моделі у Skoda почався значний експорт в країни соціалістичної співдружності. Нова модель вантажівки зацікавила і радянських автотранспортників. Аналогічний по класу вантажопідйомності радянський вантажівка МАЗ-500, ще тільки готувався в виробництво, тому з 1958 року в СРСР почалися поставки вантажівок Skoda 706 RT, які тривали майже чверть століття (до 1982 року). Спочатку в СРСР експортувалися бортові автомобілі, самоскиди і тягачі. Однак до середини 1960-х основний модифікацією поставляється в СРСР стали сідлові тягачі Skoda 706 RTTN, які поставлялися в складі автопоїздів складалися з напівпричепів-рефрижераторів Orlican (пізніше Alka). Такі автопоїзда-рефрижератори стали в 1960-1980-і роки основними на міжобласних, крайових і республіканських вантажоперевезеннях, перевозячи, в основному, швидкопсувні продукти: м'ясо, рибу, фрукти. Крім того, спочатку такі автопоїзда експлуатувалися і у міжнародного радянського вантажоперевізника Совтрансавто.
Безкапотна вантажівка комплектувалася 6-циліндровим дизельним двигуном 11,78 л потужністю 160 к.с. На основі Škoda 706 RT розроблений автобус Škoda 706 RTO.
Всього з 1957 по 1985 роки було побудовано більше 150 000 одиниць вантажних автомобілів Skoda 706 RT різних модифікацій.

### Škoda 706 MT (1965-1988)

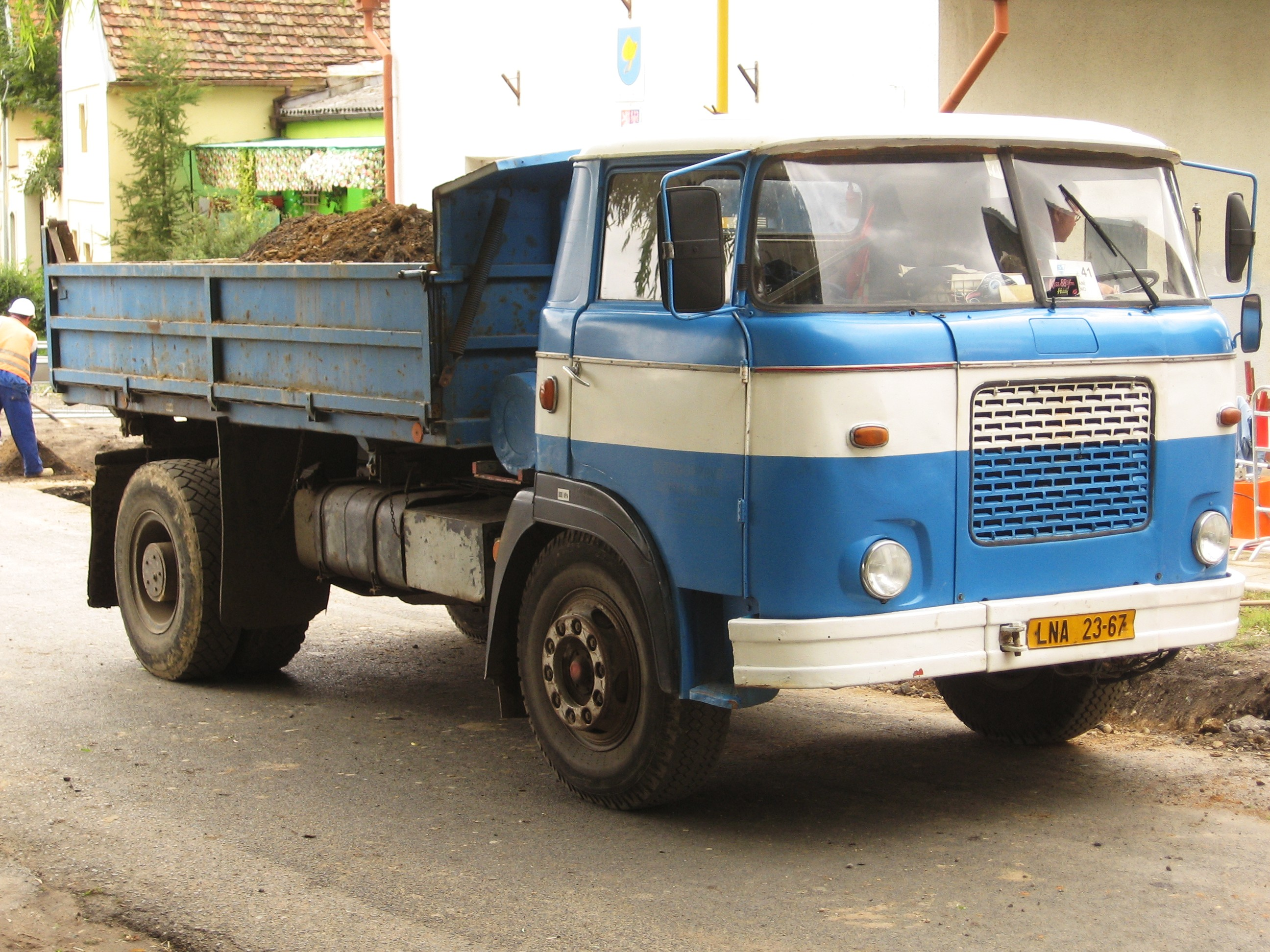
Škoda 706 MT

До 1969 року безкапотна вантажівка комплектувалася 6-циліндровим дизельним двигуном LIAZ M630 11,78 л потужністю 180 к.с., а пізніше LIAZ M634 11,78 л потужністю 210 к.с.
Всього виготовлено близько 100 000 вантажівок.